# Schloss Grünsberg

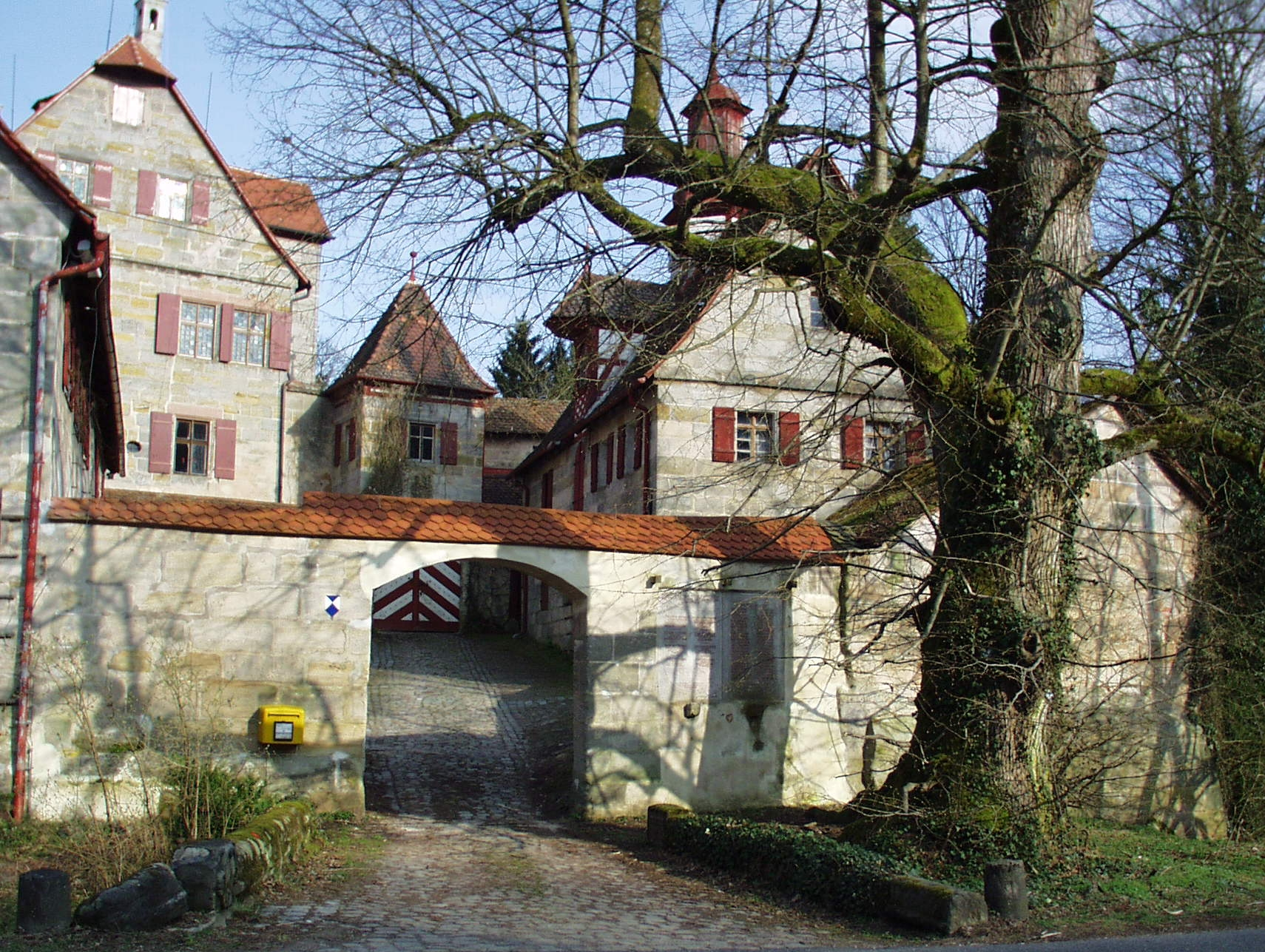
Schloss Grünsberg

Grünsberg bei Altdorf im Nürnberger Land ist eine Burganlage, die noch auf das 13. Jahrhundert zurückgeht und seit dem 16. Jahrhundert durch verschiedene Nürnberger Patrizierfamilien zu einem repräsentativen Landsitz ausgebaut wurde.

## Geschichte

### Burg Grünsberg

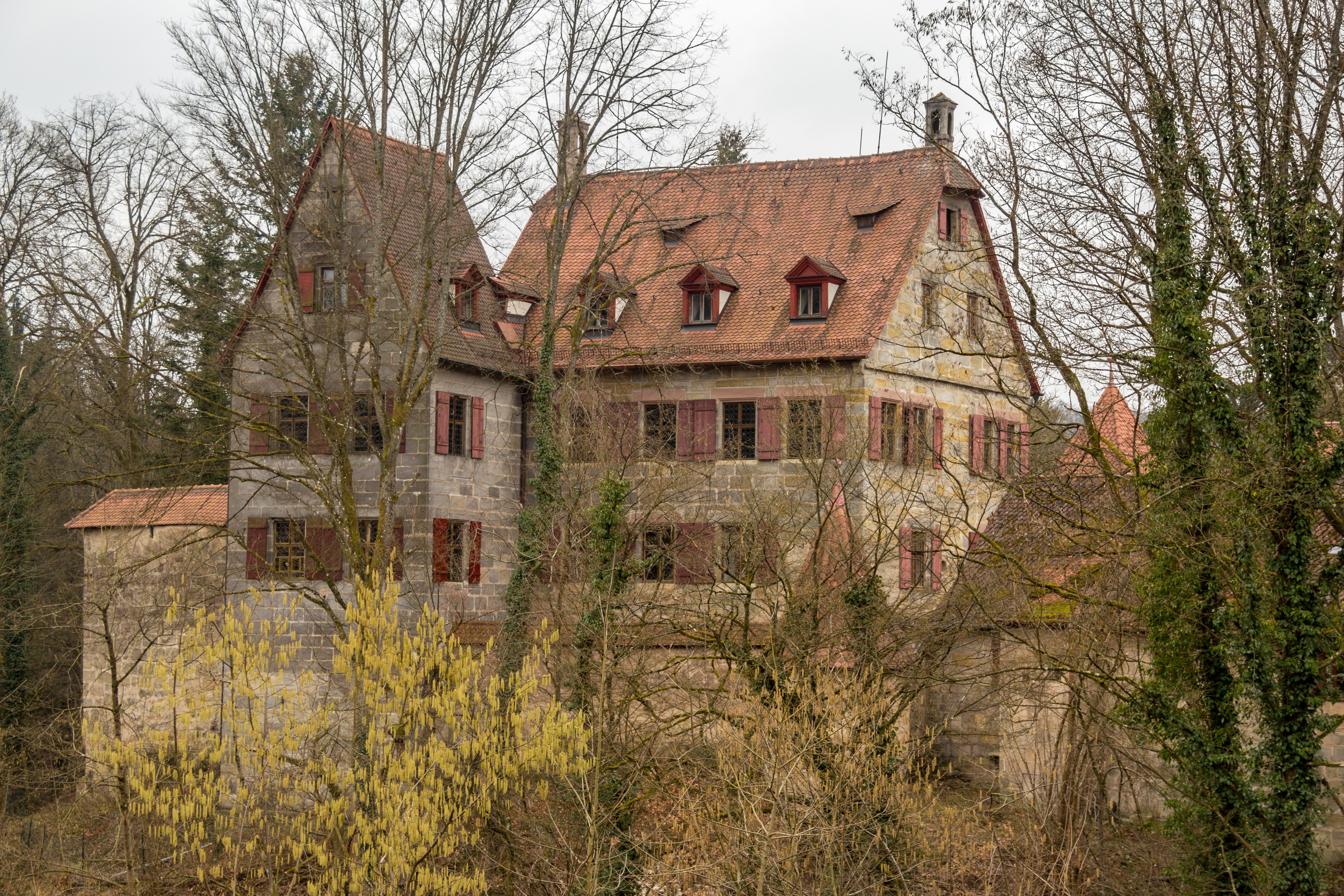

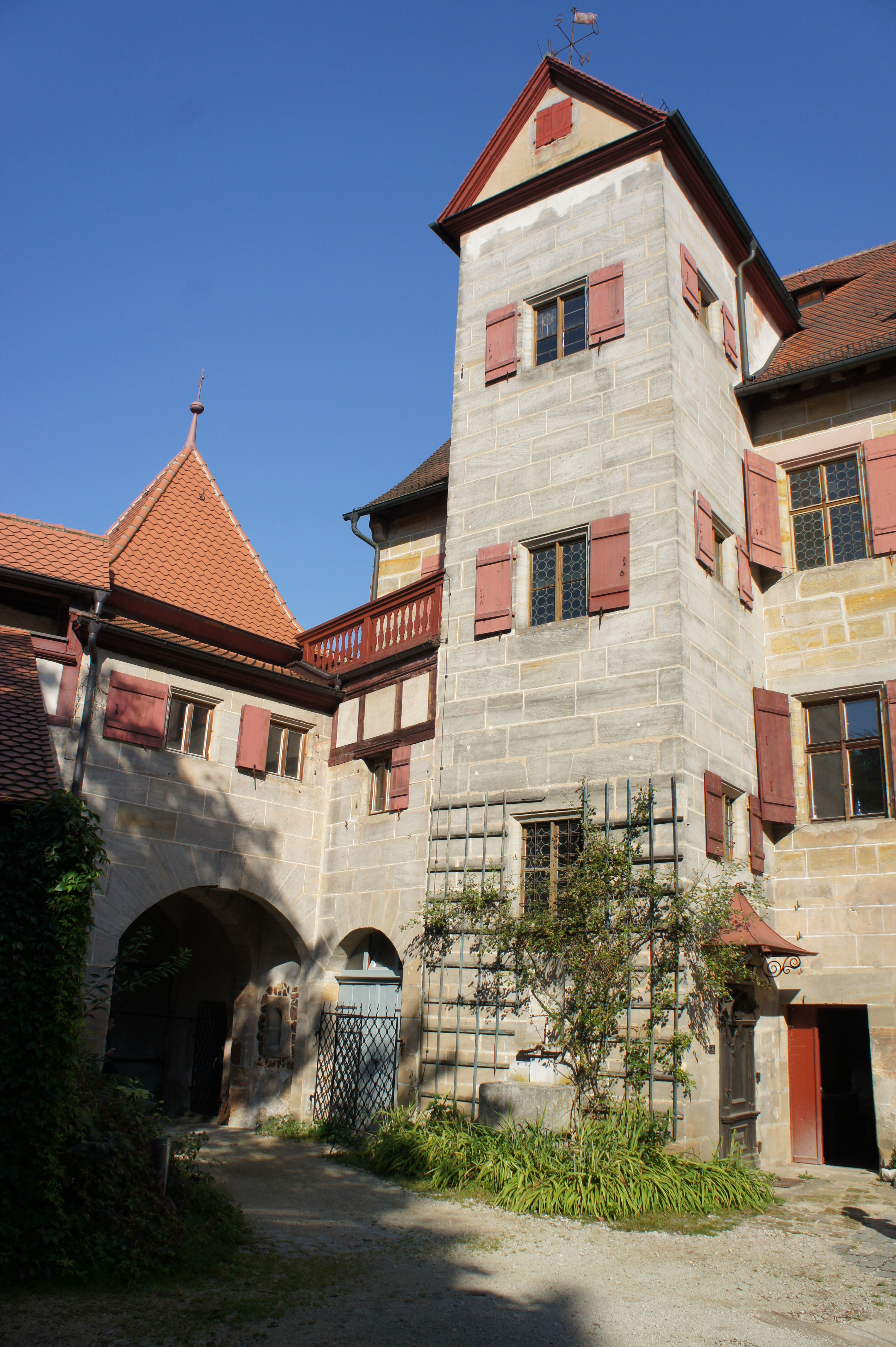

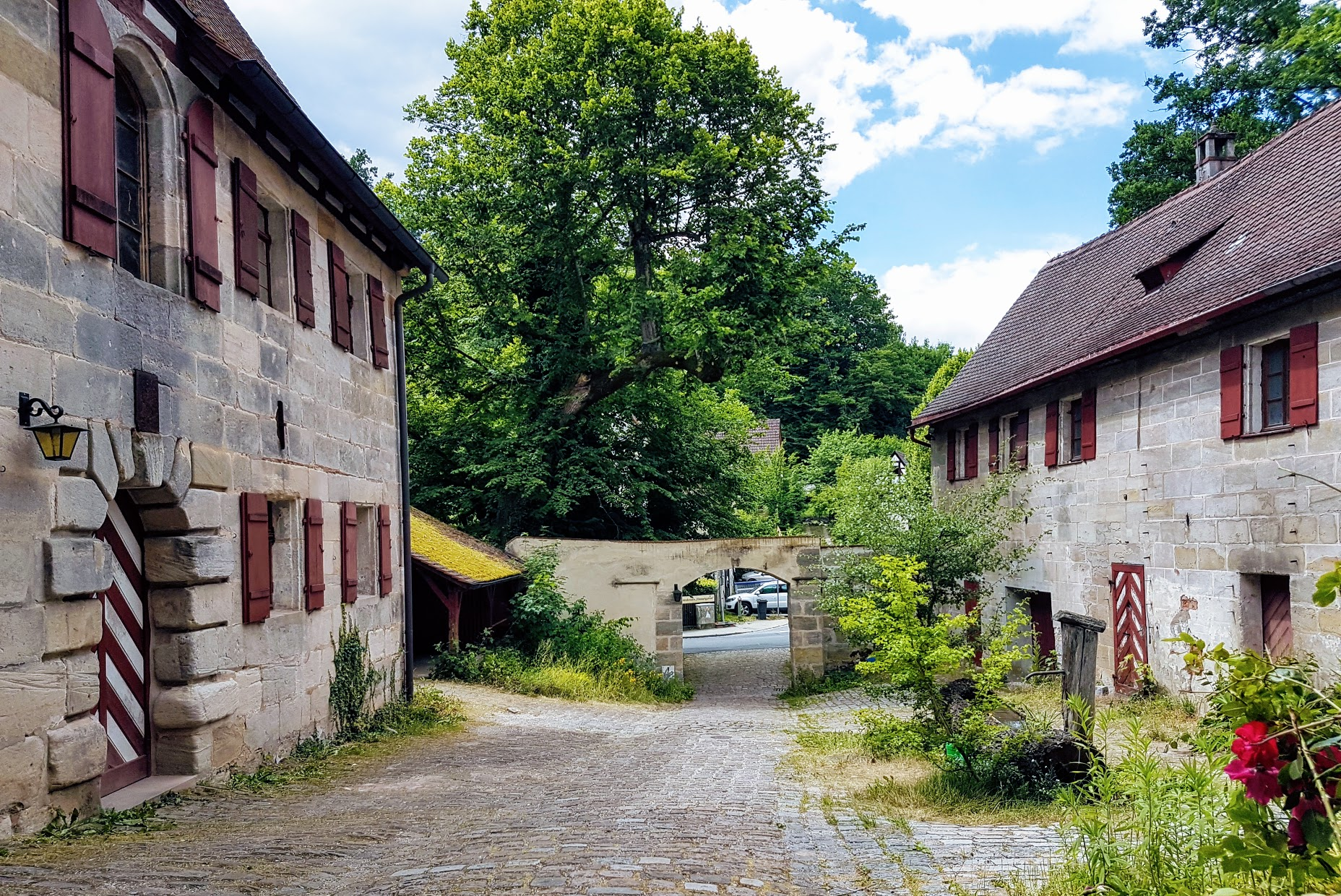
Hofeinfahrt von der Grünsberger Straße

Die Burg Grünsberg liegt in einer Senke auf einem schluchtartig zur Schwarzach abfallenden Hügelsporn, dem Berg im Grunde. Dass an dieser Stelle ursprünglich ein Wehrturm aus der Zeit der Ungarneinfälle um 945 gestanden haben soll, ist eine reine Hypothese, für die es keine handfesten Belege gibt.
Der befestigte Sitz wurde vor 1231, vermutlich im Auftrag des Reiches, auf Reichsgut erbaut. Der Reichsministeriale Albertus Rindesmule de Nurnberch war mit der Burg belehnt und nannte sich 1231 Rindesmule de Grundisperc. Ob er am Bau beteiligt war, ist nicht gesichert. Aus dem Erbe des letzten Staufers Konradin gelangte das Reichslehen an Ludwig den Strengen aus dem Hause Wittelsbach; der Besitz blieb aber bei den Rindsmaul.
1311 wurde die Burg von Ludwig dem Bayern als Lehnsherrn für 350 Pfund Heller den Brüdern Albrecht, Marquart und Hartmann Rindsmaul verpfändet. Von der Darlehnssumme waren 250 Pfund bereits ausgezahlt, weitere 100 Pfund sollten auf Grünsberg verbaut werden. Angesichts der chronischen Geldknappheit ihrer Lehnsherren schien der freieigene Besitz an der Burg für die Rindsmaul greifbar.
1315 übertrug Ludwig ungeachtet der Ansprüche der Rindsmaul das Pfandrecht an der Burg deren Schwager, dem bekannten Ritter Seyfried Schweppermann. Dieser hatte ihm entscheidend zum Sieg bei der Schlacht von Gammelsdorf verholfen. Die Pfandschaft der Schweppermann als „Erben“ der Rindsmaul wurde 1375 vom Pfalzgrafen Ruprecht und dessen Nachfolgern bestätigt.
Nach dem Aussterben der Schweppermann übernahmen die Freudenberger 1433 die Burg, die im ersten Markgrafenkrieg von Nürnberger Truppen belagert und beschädigt wurde. 1481 folgten die Truchseß von Pommersfelden, die im Dienst der Wittelsbacher standen. Im Landshuter Erbfolgekrieg wurde die Burg von Nürnberger Truppen niedergebrannt und fiel 1504 an die Reichsstadt Nürnberg. Diese verpachtete 1506 das komplette Gut an den Nürnberger Kaufmann Wilhelm Rauscher. Dieser trat später den Besitz an seinen Gläubiger Hans Durnhöfer ab und musste ihn schließlich wegen Zahlungsunfähigkeit 1518 wieder an den Rat der Stadt zurückgeben. 1529 kaufte der Nürnberger Patrizier Friedrich Behaim das komplette Gut für 3000 Gulden und verpflichtete sich, die Burg dem Rat der Stadt Nürnberg zu öffnen und ausschließlich an Nürnberger Bürger zu verkaufen oder zu vererben. Die Behaim führten aber nur teilweise Erneuerungen durch, und die Burg galt bereits vor den Brandschäden im Zweiten Markgrafenkrieg von 1552 immer noch als Ruine. 1556 erwarb die Erbare Familie Oertel das Anwesen und baute die Burg wieder auf; seither wurde der Besitz bis heute stets weitervererbt. Die Behebung der Schäden aus beiden Kriegen zog sich einige Jahre hin. 1561 wurde die dreigeschossige Hauptkemenate fertiggestellt.
Nach den Örtel wechselten sich Nürnberger Patrizierfamilien als Besitzer ab. 1579 erbte der Schwiegersohn Sigmund Haller von Hallerstein die Burg. Nach dessen Tod erbte sie 1672 dessen Schwiegersohn Johann Paul II. Paumgartner von Holnstein, dessen Familie sich in der Folge Paumgartner von Holnstein und Grünsberg nannte.

### Schloss Grünsberg
Die Erweiterung der Burg zu einer Schlossanlage erfolgte im Zeitraum von 1717 bis 1723 unter dem letzten Mitglied der Patrizierfamilie Paumgartner, Johann Paul III. Paumgartner. Hierbei erhielt die Anlage auch ihre bedeutenden Stuckdecken, den Treppenturm am Hauptgebäude, den Turmbau an der Nordostecke, weiter 1723 das Torhaus zur Hauptburg und schließlich die Gebäude in der Vorburg. Auch wenn Paumgartner also grundlegende Umbauten vornahm, ist es doch erstaunlich, dass er die Grundgestalt der mittelalterlichen Burg – ganz untypisch für die architektonischen Vorlieben seiner Zeit – stets beibehielt, ja teils sogar offensichtlich historisierend noch ausbaute. Außerhalb der Burg entstand ein Barockgarten vor der Südmauer, der heute schwer beschädigt und daher abgesperrt ist, die Sophienquelle und die gerade Allee dorthin. Der Himmelgarten wurde barockisiert und mit einer heute verschwundenen Orangerie versehen. Um 1730 heiratete Johann Paul Paumgartners Witwe, Sophie Paumgartner, geb. Nützel von Sündersbühl, einen Haller. Von 1730 bis 1766 war Grünsberg damit wieder im Besitz der Haller von Hallerstein.
1754 heiratete Sophies Tochter aus zweiter Ehe, Eleonore Haller von Hallerstein Karl Christoph Stromer von Reichenbach. 1766 überließ Sophie ihrem Schwiegersohn Grünsberg (und Schloss Holnstein im Landkreis Amberg-Sulzbach, 1813 wieder verkauft), der dafür ihre hohen Schulden übernahm. Seitdem ist Schloss Grünsberg im Besitz der Stromer, einer der ältesten und bedeutendsten Patrizierfamilien Nürnbergs. In den Jahren 1909–1912 und 1919–1923 wurde das Schloss aufwändig renoviert. Bis 1954 wurden die Schäden des Zweiten Weltkrieges im Vorhof des Schlosses notdürftig behoben. Ab 1990 folgten umfassende Sanierungsmaßnahmen.
Das Gebäude ist vom Bayerischen Landesamt für Denkmalpflege als Baudenkmal und Bodendenkmal ausgewiesen.

### Inventar
In Schloss Grünsberg findet sich ein äußerst kostbarer „Bestand kulturhistorisch auf das Engste mit der Reichsstadt Nürnberg verknüpfter Gegenstände, die zeitlich das 13. bis 20. Jahrhundert umfassen und unter historischen wie kunsthistorischen Gesichtspunkten in ihrer Gesamtheit einen einzigartigen Abriss patrizischen Selbstverständnisses und der Lebensverhältnisse durch die Jahrhunderte darstellen“. Eine große Besonderheit stellt neben unzähligen historischen Alltagsgegenständen und Möbeln, qualitativen Porträts, Nürnberger Totenschilden und wertvollen Glaspokalen ein Konstruktionsmodell der venezianischen Rialtobrücke aus den 1580er Jahren dar, das sich wahrscheinlich im Besitz Wolf Jacob Stromers, des Erbauers der Nürnberger Fleischbrücke, befand. Ob dieses Modell tatsächlich für die Konstruktion der Fleischbrücke herangezogen wurde, ist nach wie vor umstritten. Auch aus Venedig stammen die sogenannten Mondglasscheiben, von denen sich v. a. im zweiten Geschoss des Palas einige erhalten haben. Der spätmittelalterliche Tragaltar des Ratsbaumeisters Endres Tucher, der mehrere winzige Reliquien-Beutelchen birgt, wurde laut Inschrift vom Erzbischof von Akkon geweiht.

### Stromersche Kulturgut-, Denkmal- und Naturstiftung
Der letzte Eigentümer von Schloss Grünsberg, Wolfgang Stromer von Reichenbach, hatte in seinem Vermächtnis die Umwandlung des Gutes und Schlosses in eine öffentliche gemeinnützige Stiftung des bürgerlichen Rechts festgelegt. Dies wurde 2000 umgesetzt, um dieses überregional bedeutende Denkmal mit seinem kostbaren Inventar für die Nachwelt zu erhalten und so weit wie möglich der Öffentlichkeit zugänglich zu machen. Seit dem Tod ihres Vaters kümmert sich Rotraut Freifrau von Stromer-Baumbauer als Administratorin der Stromerschen Kulturgut-, Denkmal- und Naturstiftung um die Sanierungsarbeiten. Seit 2003 finden im Burghof und im kleinen Konzertsaal in der ehemaligen Burgkapelle Benefizkonzerte statt, deren Einnahmen für die Sanierungsarbeiten verwendet werden. Am 10. Juli 2006 wurde zur Unterstützung der Förderverein Burg Grünsberg e. V. gegründet. Schloss Grünsberg ist an bestimmten Sonntagen oder nach Voranmeldung mit Führung zu besichtigen. 2009 wurde die Stromerstiftung für die Generalsanierung von Burg Grünsberg mit der Bayerischen Denkmalschutzmedaille ausgezeichnet, 2010 mit der Silbernen Halbkugel, der wichtigsten Auszeichnung dieser Art auf nationaler Ebene.

### Umgebung

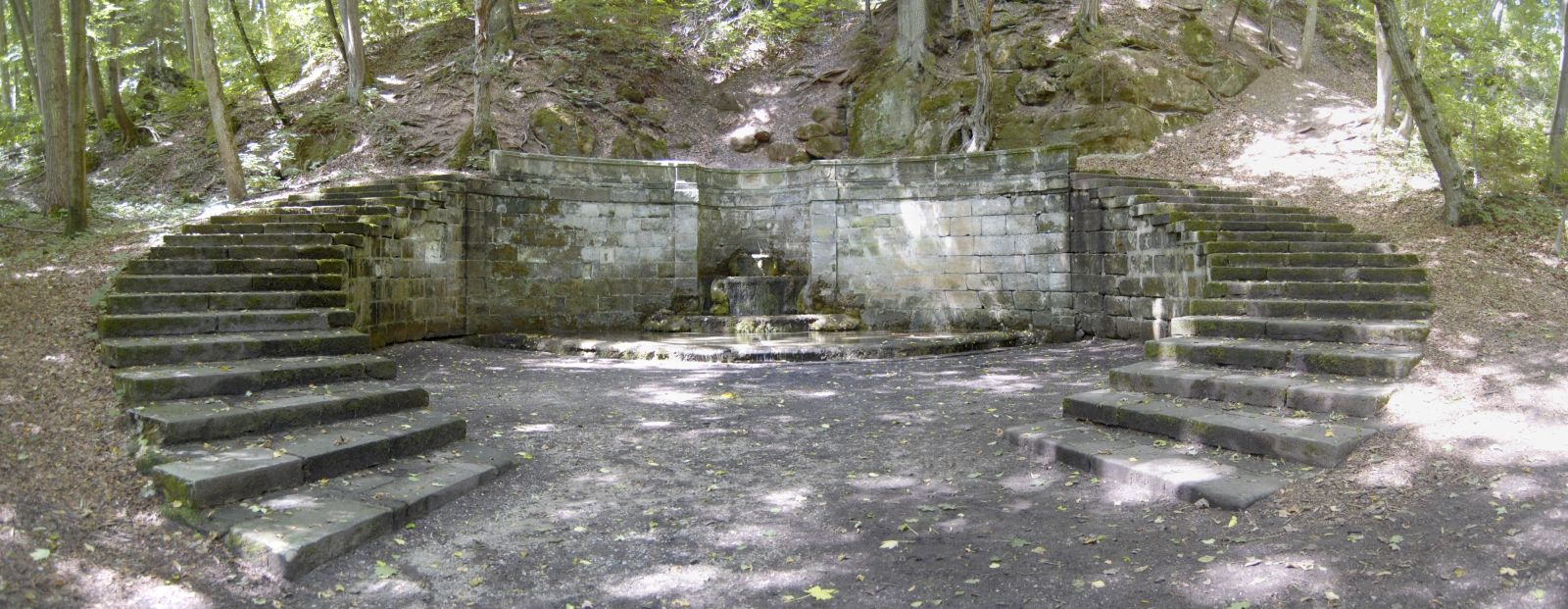
Sophienquelle

In Nachbarschaft des Schlosses Grünsberg befindet sich die Sophienquelle, die größte gefasste barocke Quellanlage nördlich der Alpen (nach italienischem Vorbild 1724–26 angelegt von Johann Paul Paumgartner zu Ehren seiner Gemahlin Sophie Nützel von Sündersbühl), die ebenfalls von der Stromerschen Kulturgut-, Denkmal- und Naturstiftung erhalten werden muss. Zur Gesamtanlage gehört außerdem eine barocke Zehntscheune, die an den Himmelgarten genannten Renaissance-Barockgarten mit ursprünglich sieben Terrassen anschließt, der heute als Tierfriedhof benutzt wird. Die Stiftung bewirtschaftet zudem den umgebenden Wald, der 2004 in die FFH-Liste der EU als besonders schützenswert aufgenommen wurde, mit der Rhätsandsteinschlucht Teufelskirche.